# Арс Нова Копенгаген
Арс Нова Копенгаген (ориг. Ars Nova Copenhagen) — профессиональный датский хор, специализирующийся на старинной и современной музыке. Арс Нова был основан в 1979 году дирижером Бо Холтеном. Он руководил хором до 1996 года, когда его место занял Тамаш Ветё. Нынешний главный дирижер хора — Пол Хильер, который также возглавляет ансамбль Theatre of Voices (Театр Голосов). С 1990 года Арс Нова имеет статус особого ансамбля Датского национального совета по делам искусств. С момента своего создания хор специализировался на двух музыкальных эпохах: эпохе Возрождения и музыке после 1950 года («современная музыка»).
Ars Nova также налаживает сотрудничество с творческими артистами в различных областях, таких как драма, кино и балет, а также развивает новые формы концертного исполнения и новаторский репертуар. В настоящее время исполнителями группы являются (по состоянию на май 2020 года): Сопрано: Ханна Каппеллин, Анн-Кристин Вессер Ингельс, Кейт Макобой. Альт: Эленор Виман, Лаура Ламф, Ханне Мари ле Февр. Тенор: Якоб Скьольдборг, Луис Тоскано, Росс Бадди. Бас: Асгер Люнге Петерсен, Дэнни Пурелл, Миккель Туксен.